# Референдум в Швейцарии по гербовому сбору (1917)
Референдум в Швейцарии по гербовому сбору проходил 13 мая 1917 года. Избирателей спрашивали, одобряют ли они предлагаемые поправки к Статьям 41-бис и 42 lit d Конституции, которые посвящены гербовому сбору. Налог был одобрен 53,2% голосов избирателей и большинством кантонов.

## Избирательная система
Конституционный референдум был обязательными, для его одобрения было необходимо двойное большинство.

## Результаты
| Выбор                                | Общее голосование | Общее голосование | Кантоны | Кантоны | Кантоны |
| Выбор                                | Голосов           | %                 | Полных  | Полу-   | Всего   |
| ------------------------------------ | ----------------- | ----------------- | ------- | ------- | ------- |
| За                                   | 190 288           | 53,2              | 14      | 1       | 14,5    |
| Против                               | 167 689           | 46,8              | 5       | 5       | 7,5     |
| Пустых бюллетеней                    | 11 994            | –                 | –       | –       | –       |
| Недействительных бюллетеней          | 6 092             | –                 | –       | –       | –       |
| Всего                                | 376 063           | 100               | 19      | 6       | 22      |
| Зарегистрированных избирателей/ Явка | 894 177           | 42,1              | –       | –       | –       |
| Источник: Nohlen & Stöver            |                   |                   |         |         |         |